# 德里克·希思科特·艾默里
德里克·希思科特·艾默里，KG，GCMG，TD，PC，DL（Derick Heathcoat-Amory, 1st Viscount Amory、/ˈeɪmərɪ/ AY-mər-ee; ）（1899年12月26日- 1981年1月20日）是英國保守黨政治家。他曾擔任財政大臣 （1958年至1960年），埃克塞特大學校長 （1972年至1981年）。